# Бруснічка
Бруснічка (словац. Brusnička) — річка в Словаччині; права притока Ондави довжиною 15.2 км. Протікає в окрузі Стропков.
Витікає в масиві Лаборецька Верховина на висоті 450 метрів. Протікає територією сіл Сольник; Колбівці і Брусниця.
Впадає в Ондаву на висоті 166 метрів.